# 170 a.C.

## Eventos
- Aulo Hostílio Mancino e Aulo Atílio Serrano, cônsules romanos.
- Segundo ano da Terceira Guerra Macedônica entre a República Romana e o Reino da Macedônia, de Perseu da Macedônia:
  - O comando da campanha é assumido pelo cônsul Hostílio Mancino, mas não se sabe muito sobre ela por que o relato de Lívio está incompleto.

## Nascimentos
- Lúcio Ácio, poeta romano.

## Mortes
- Apolônio de Perga, matemático Grego